# Simonetta Stefanelli
Simonetta Stefanelli (Rome, 30 november 1954) is een Italiaanse actrice.

## Biografie
Stefanelli begon haar carrière in 1968 in de film La moglie giapponese. In 1971 had ze een rol in In nome del popolo italiano van Dino Risi met in de hoofdrollen Ugo Tognazzi en Vittorio Gassman. Haar bekendste rol is die van Apollonia Vitelli-Corleone, de eerste vrouw van Michael Corleone in The Godfather uit 1972. In 1983 speelde Stefanelli in Tre fratelli samen met haar echtgenoot Michele Placido. Stefanelli en Placido hebben drie kinderen, waaronder actrice en zangeres Violante Placido. Het paar scheidde in 1994.
- Biblioteca Nacional de España: XX1677327
- Bibliothèque nationale de France: cb145657061 (data)
- International Standard Name Identifier: 0000 0000 0351 7807
- Istituto Centrale per il Catalogo Unico: SCMV046451
- Virtual International Authority File: 44543475